# برويبا فيلافرانسا دي أورديزيا 2022
برويبا فيلافرانسا دي أورديزيا 2022 هو سباق دراجات هوائية من فئة  سباق يوم واحد، وهو الموسم التاسع والتسعين من برويبا فيلافرانسا دي أورديزيا، وأقيم في 25 يوليو 2022.
فاز بالمركز الأول سيمون ييتس، وبالمركز الثاني ديون سميث، وبالمركز الثالث Xavier Cañellas ‏.

## الفائزون
| الترتيب | الفائز           |
| ------- | ---------------- |
| الفائز  | سيمون ييتس       |
| الثاني  | ديون سميث        |
| الثالث  | Xavier Cañellas ‏ |

## وصلات خارجية
- لمحة عن سباق برويبا فيلافرانسا دي أورديزيا 2022 على موقع  ProCyclingStats   (برو  سايكلنج  ستاتس) - إحصاءات  محترفي  الدراجات.

- برويبا فيلافرانسا دي أورديزيا 2022 على موقع إحصائيات الدراجات الإحترافية (الإنجليزية)